# Рабич Анатолій Олександрович
Анатолій Олександрович Рабич (нар. 30 березня 1946, Київ, УРСР — пом. 30 червня 1995, Чернівці, Україна) — радянський футболіст, захисник. Один з рекордсменів чернівецької «Буковини» за кількістю проведених матчів.

## Життєпис
Футболом розпочав займатися в ДЮСШ «Динамо» (Київ). У професіональному футболі дебютував 11 квітня 1965 року в складі «Динамо-2» у другій союзній лізі. Того року «Динамо-2» зайняло 13-е місце серед 16-ти команд.
Після цього Анатолій залишає рідну команду й приймає запрошення (в 1966 році) від чернівецької «Буковини», де він зміг на довгі роки закріпився в команді. У 1968 і 1980 році став з чернівецькою командою срібним призером чемпіонату УРСР.
У 1980 році після 15-річної кар'єри завершив виступи у професійному футболі. Усього за «Буковину» провів понад 450 матчів. Після завершення кар'єри залишився в Чернівцях і працював у спортивних дитячо-юнацьких установах. Пішов з життя 30 червня 1995 року.

## Досягнення
- Чемпіонат УРСР
  -  Срібний призер (2): 1968, 1980